# Massey Heights
Die Massey Heights sind ein markanter, flachgipfeliger Höhenzug mit steilwandigen Kliffs auf der westantarktischen James-Ross-Insel. Sie ragen 10 km südwestlich des Andreassen Point auf. Zu ihnen gehört der 844 m hohe Cerro Ortega.
Der Falkland Islands Dependencies Survey (FIDS) nahm 1945 und 1955 Vermessungen vor. Das UK Antarctic Place-Names Committee benannte sie 1957 nach Paul Mackintosh Orgill Massey (1926–2009), Teilnehmer im Rudern an den Olympischen Spielen 1948 und 1952 sowie Arzt des FIDS auf der Station in der Hope Bay im Jahr 1955.